# Caroteno

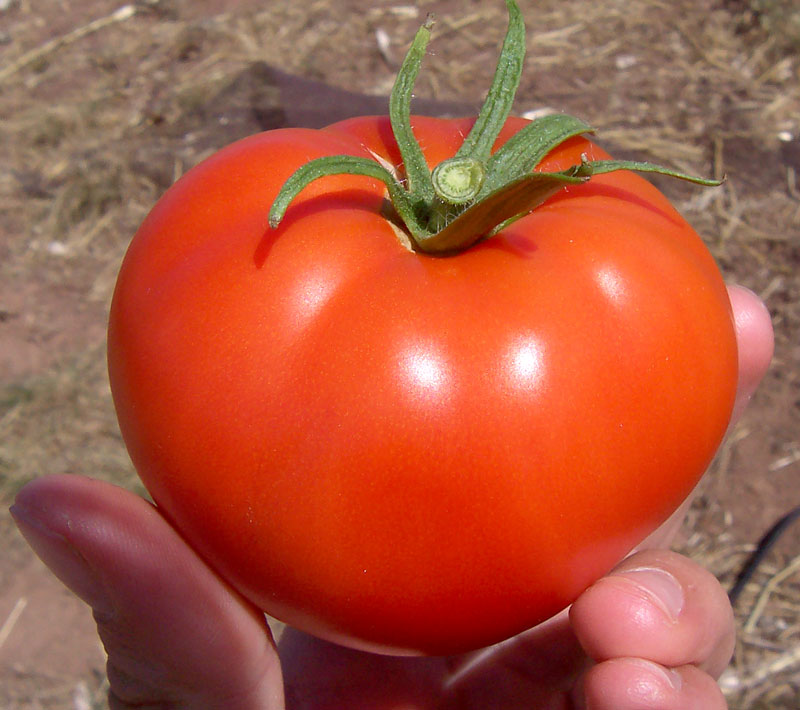
Licopeno: caroteno vermelho do tomate

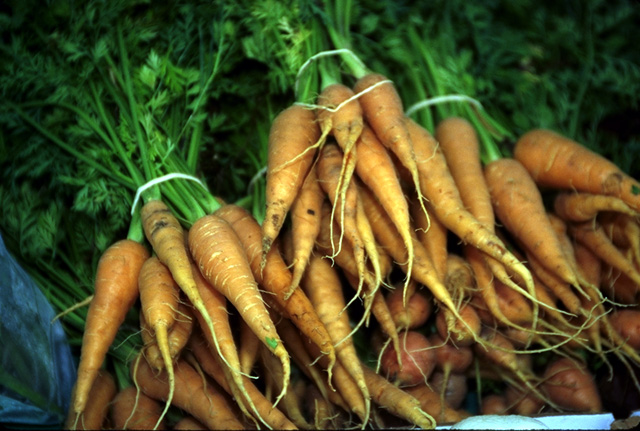
Cenoura: rica em beta-caroteno

Os  carotenos  são pigmentos orgânicos encontrado nas plantas e microrganismos como algas e fungos. São essenciais para a vida e nenhum animal pode sintetizá-los, por isso devem ser ingeridos na dieta.
Quimicamente são membros da família dos terpenóides, e são formados por quarenta átomos de carbono. São um tipo de molécula de estrutura isoprenóide, ou seja, com um número variável de duplas ligações conjugadas, que lhes confere a propriedade de absorver a luz visível em diferentes comprimentos de onda, desde  380 até 500 nm, o que lhes confere cores que vão do amarelo ao vermelho, e são amplamente  empregados como corantes.
O maior número de duplas ligações captam comprimentos de ondas mais largas (mais para o vermelho). Assim, com somente três ligações conjugadas, o fitoeno só pode captar luz ultravioleta (sendo, portanto, incolor), e o licopeno (coloração vermelha do tomate), com onze duplas ligações conjugadas, absorve desde o ultravioleta até o vermelho. Também existem carotenos de cor verde  (zeta-caroteno), amarelo (beta-caroteno) ou laranja  (neurosporaxantina). Os carotenóides podem apresentar anéis, que também influem no comprimento de onda que absorvem.
Devido a capacidade de absorção da luz visível, seus principais métodos de análise são a  colorimetria e a espectrofotometria.
Pode-se diferenciar duas grandes famílias de carotenóides:
- Carotenos propriamente ditos: formados por carbono e hidrogênio, como por exemplo o beta-caroteno ( pró-vitamina A) ou o licopeno. Ambas são moléculas altamente apolares.
- Xantofilas: são carotenóides polares, funcionalizados com diversos grupos oxigenados como hidroxilas ou  cetonas. Exemplos de  xantofilas são: luteína, zeaxantina, mixol, osciloxantina e aloxantina.

Tem-se descrito grandes quantidades de atividades associadas aos carotenóides, principalmente, como  agente antioxidante e anticancerígeno.
Devido ao elevado número de estudos epidemiológicos que demonstram a redução potencial da incidência de cancro relacionada com o aumento da ingestão de beta-carotenos na dieta alimentar, o Instituto Nacional do Cancro (EUA) emite instruções dietárias aconselhando os americanos a incluir uma variedade de vegetais e frutas na sua dieta diária.